# Седеркрёйц, Камилла
Камилла Седеркрёйц (швед. Camilla Cedercreutz) — финская профессиональная яхтсменка, участвующая в соревнования в классе 49er; в паре с Ноорой Русколой является членом сборной Финляндии на летних Олимпийских играх 2016 года.